# Monsieur Wilson perd la tête
Pour plus de détails, voir Fiche technique et Distribution.
Monsieur Wilson perd la tête (I love you again) est une comédie romantique américaine de W. S. Van Dyke sortie en 1940.

## Synopsis
Alors qu'il effectue en solitaire une croisière, Larry Wilson, un homme réputé pour son avarice, tombe à l'eau et reçoit un coup sur la tête qui le rend amnésique. À son réveil, il se rend compte qu'il souffre d'amnésie depuis 9 ans et qu'il est en réalité George Carey, un escroc notoire. À l'arrivée du bateau, il se découvre doté d'une femme charmante, Kay, qui réclame le divorce. Bien décidé à gagner un peu d'argent, il retourne à Habersville, Pennsylvanie avec la ferme intention de vider son compte en banque. 

## Fiche technique
- Titre original : I love you again
- Réalisation : W.S. Van Dyke, assisté de David S. Hall (non crédité)
- Scénario : Charles Lederer, George Oppenheimer et Harry Kurnitz  d'après un roman de Octavus Roy Cohen
- Image : Oliver T. Marsh
- Musique : Franz Waxman
- Son : Douglas Shearer
- Montage : Gene Ruggiero
- Costumes : Dolly Tree
- Production : Lawrence Weingarten
- Pays de production : États-Unis
- Durée : 97 minutes
- Format :  Couleurs Technicolor ; CinémaScope
- Dates de sortie 
  - États-Unis : 9 août 1940
  - France : 29 août 1947

## Distribution
- William Powell : Larry Wilson alias George Carey
- Myrna Loy : Kay Wilson
- Frank McHugh : 'Doc' Ryan
- Edmund Lowe : Duke Sheldon
- Donald Douglas : Herbert
- Nella Walker : la mère de Kay
- Carl 'Alfalfa' Switzer : Leonard Harkspur Jr.
- Pierre Watkin : M. W.H. Sims
- Paul Stanton : M. Edward Littlejohn Sr.
- Morgan Wallace : M. Phil Belenson
- Charles Arnt : M. Billings

Acteurs non crédités
- Edward Earle : M. Watkins
- Charles Wagenheim : Malavinsky